# Aristius Louet
Aristius Louel (Fou un músic francès, germà del també compositor Alexandre Louet).
Tocava amb perfecció diversos instruments i fou professor de música a Nantes. A més de compondre diverses fantasies per a piano, impreses a París el 1844, publicà una obra didàctica musical, titulada Grammaire musicale ou Abrégé des principes de musique (Nantes, 1840).
Entre les seves produccions per a piano restà de moda la titulada Près d'un berceau.